# Madeleine Françoise Basseporte
Madeleine Françoise Basseporte, née le 28 avril 1701 à Paris où elle est morte le 6 septembre 1780, est une peintre, dessinatrice et graveuse française. Basseporte est la seule femme figurant dans le volume de 1781 de l'annuel Nécrologe des hommes célèbres.
Peintre naturaliste, elle est attachée au jardin du roi comme Dessinateur du roi, pour la partie botanique, pendant une grande partie du règne de Louis XV et les premières années du règne de Louis XVI. En effet, elle fut la première et la dernière femme à occuper ce poste en tant que salariée. Pendant presque 50 ans, elle détiendra cet emploi convoité par plusieurs.

## Biographie
Fille d’un honnête commerçant enlevé par une mort prématurée, après avoir été ruiné par des malheurs imprévus, Basseporte se trouva orpheline et pauvre. Sa mère, restée veuve et sans fortune, destina de bonne heure sa fille, douée d’un don précoce pour le dessin, à la peinture. Celle-ci employait les jours à l’étude de cet art, et une partie des nuits à exécuter des ouvrages à l’aiguille, dont le produit fournissait aux besoins de la mère et de la fille. À peine instruite des premiers éléments du dessin, Paul Ponce Antoine Robert, dit Robert de Séry, à qui le cardinal de Rohan avait permis d’avoir un atelier dans son palais, d’y travailler, et d’introduire ses élèves dans ses vastes et riches appartements, se chargea de lui donner des leçons.
Dès qu’elle crut pouvoir économiser cette dépense, Basseporte se contenta d’étudier d’après les grands maîtres. Âgée de dix à douze ans, elle engagea sa mère à se loger dans le voisinage de l’hôtel de Soubise et obtint du Suisse qu’il lui ouvrit la porte au point du jour ; elle ne quittait son ouvrage que lorsque la nuit l’y forçait, ne prenant pour son dîner qu’un peu de pain et quelques fruits qu’elle emportait avec elle. Les jeunes artistes n’avaient pas alors de riches dépôts publics comme le Musée, la galerie du Luxembourg, celles de Versailles, etc. pour former leur talent. Pendant plusieurs années, elle dessina et peignit dans la galerie de l'hôtel de Soubise d'abord.
Après avoir épuisé tout ce que l’hôtel de Soubise renfermait de précieux en peinture, Basseporte obtint l’entrée de la galerie et des appartements du Palais-Royal et s’y rendit avec la même assiduité. Dans l’hiver le plus rigoureux, elle passait les journées entières sans feu. Comme, dans ce palais, tout moyen de se procurer une chaleur artificielle était interdit aux artistes, les domestiques chargés de veiller à la sûreté des appartements, étonnés du courage d’une jeune personne qui sacrifiait sa santé au désir de s’instruire, lui offrirent, contre l’usage, de faire du feu de manière à ne rien risquer, mais elle refusa avec constance leurs offres réitérées, n’y faisant en tout temps que des repas très légers. De retour auprès de sa mère, elle soupait légèrement, s’occupait jusqu’à minuit des soins du ménage, et dormait jusqu’à ce que le jour la rappelle à ses études. Jusqu’à l’âge de soixante ans, Basseporte devait conserver l’habitude de se lever avec le jour, et de ne quitter son ouvrage qu’à la nuit.

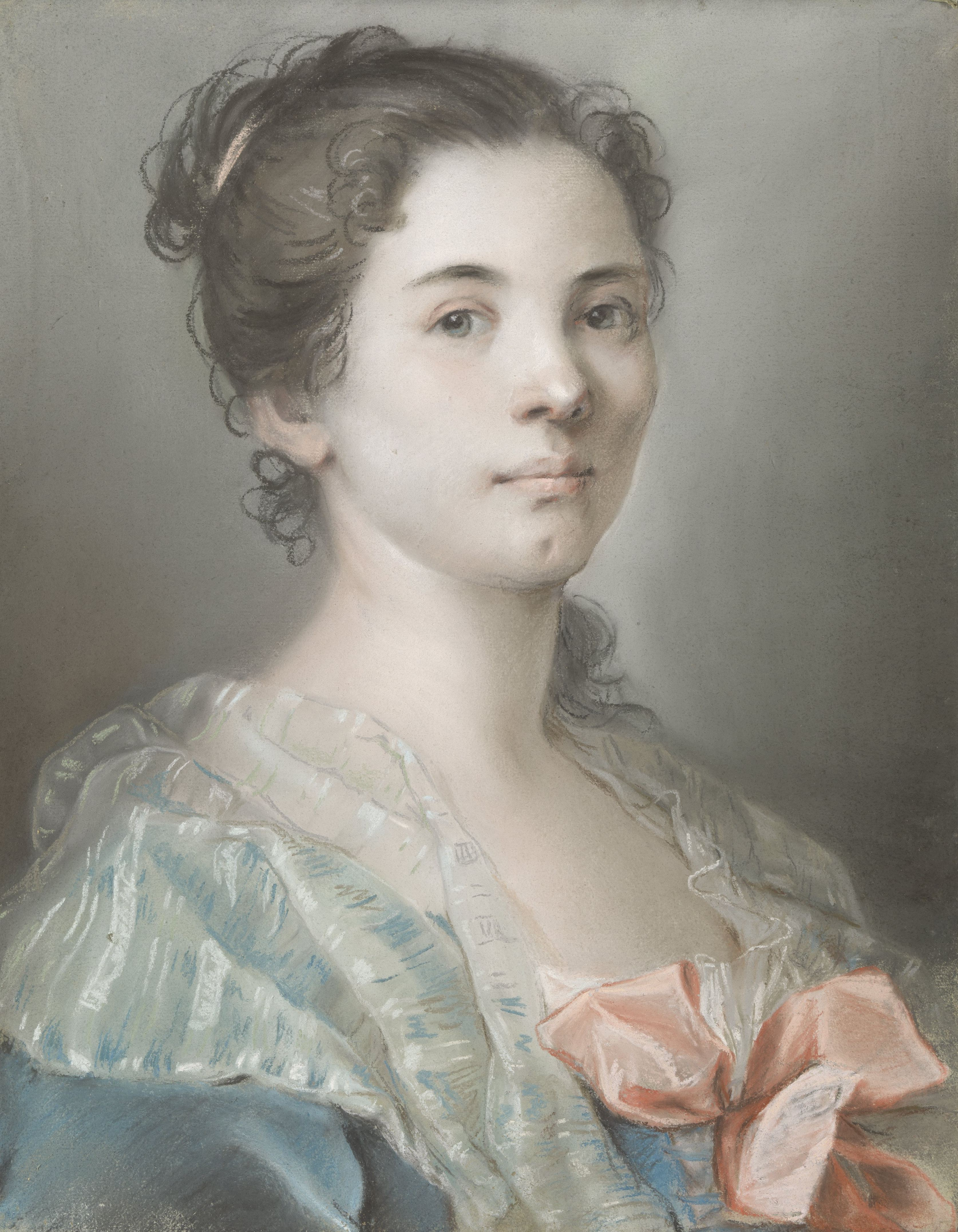
Portrait d'une jeune femme (1727), pastel, Amsterdam, Rijksmuseum.

Le désir de parvenir et de pouvoir donner à sa mère, qui approchait de la vieillesse, des secours plus abondants, semblait l’avoir rendue impassible. Basseporte dut à son opiniâtreté pour l’étude les succès les plus flatteurs ; elle peignait le pastel et fut bientôt connue par des portraits qu’on mit à côté de ceux de la Rosalba ; mais la crainte de manquer d’occupation, l’embarras d’avoir sans cesse de nouvelles connaissances à faire, et d’autres inconvénients encore l’engagèrent à prendre le parti de dessiner et de peindre les plantes, genre hérissé de difficultés et dans lequel elle a si parfaitement réussi, que les nombreux morceaux qu’elle a donnés à la bibliothèque du roi, depuis 1732 jusqu’à sa mort, se soutiennent à côté de ceux de Nicolas Robert, qui peignait les plantes au temps de la Régence et que personne n’avait, jusqu’alors, encore égalé.

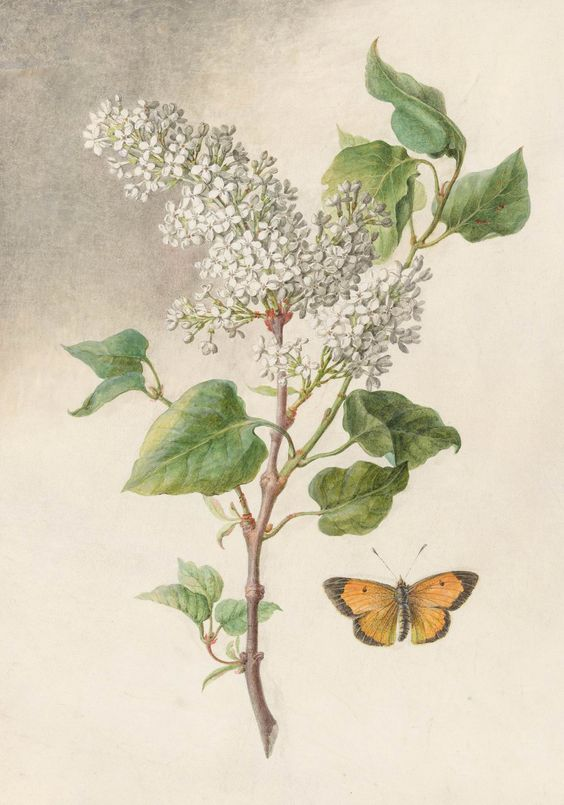
Entourage de Madeleine Françoise Basseporte, Syringa vulgaris, crayon et aquarelle sur vélin, New York, Morgan Library and Museum.

Ses premiers ouvrages furent les dessins des plantes et des fleurs, gravés ensuite dans le Spectacle de la nature, travail qui l’avait mise en relation avec l’abbé Pluche, ecclésiastique qui, tant qu’il vécut, lui porta une affection paternelle. Ses dispositions pour le dessin ayant frappé Claude Aubriet, qui occupait la place de peintre du Jardin du roi, celui-ci prit plaisir à les cultiver, et elle profita tellement de ses leçons, qu’en 1734, elle passa un arrangement avec Aubriet, qui consentit à ce qu’elle soit pourvue de la place, moyennant un abandon du revenu pendant huit ans. Pendant ce long intervalle, son zèle infructueux n’en fut pas moins actif. Ceux qui côtoyaient Basseporte au Jardin du roi, savaient pertinemment qu'Aubriet signait des œuvres produites par cette dernière, profitant ainsi de ses talents. Basseporte connaissait l’amour de Maurepas, qui était alors ministre, pour les arts, sa justice et sa bienfaisance ; il aurait accueilli favorablement la demande qu’elle aurait pu lui faire d’une gratification, mais elle se trouvait assez riche, n’ayant plus à s’occuper de sa mère, qu’elle avait perdue, pour ne pas demander du gouvernement des secours qui pouvaient être utiles à d’autres ; car elle regardait comme des larcins faits aux infortunés les bienfaits qu’obtiennent ceux qui peuvent s’en passer.
Lors de la visite de Linnaeus à Paris en mai-juin 1738 celui-ci rencontra Basseporte. Cette rencontre initia une sorte de marivaudage épistolaire, Linné ne manquant jamais dans ses lettres à Bernard de Jussieu de passer ses salutations à celle qu'il appelle « dulcissima amica mea » (mon amie très chère), et B. de Jussieu transmettant à Linné la proposition de F. Basseporte de la prendre comme femme (lettre du 30 janvier 1749).

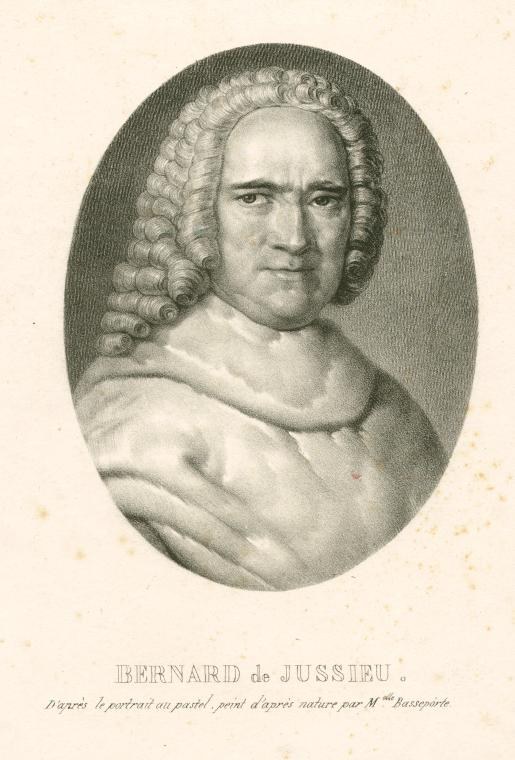
Portait de Bernard de Jussieu, gravure d'après Madeleine Françoise Basseporte.

Basseporte fut jugée digne de remplacer, lorsqu’il mourut, en 1743, Aubriet à la place de peintre des plantes au Jardin du roi. Cette place qu’occupa pendant bien des années Basseporte au Jardin du roi lui valait des honoraires bien peu considérables ; les émoluments en étaient de 400 livres, indépendamment de 800 livres pour les douze morceaux que le peintre était obligé de fournir dans le courant de l’année, et un petit logement. Ses ouvrages embellirent ce local ; son économie porta toujours sa recette au-delà de sa dépense. Ses obligations consistaient à exécuter chaque année quelques morceaux en réduction, représentant des plantes avec tous les détails dont elles étaient susceptibles. Le démonstrateur de botanique, Bernard de Jussieu, jugeait de la vérité de la ressemblance ; l’intendant de l’établissement, Buffon, signait le morceau approuvé, qui, de là, était porté à la bibliothèque royale pour y être déposé au cabinet des estampes, comme faisant suite à la riche collection qui s’y conservait.
En 1774, Louis XV avait reçu des oiseaux et des singes de différentes espèces, qui offraient des singularités remarquables. Ce monarque, qui aimait l’histoire naturelle, désirant les faire peindre, Basseporte se transporta, sur les ordres de Maurepas, à Versailles : elle y fit plusieurs voyages, ainsi qu’à Bellevue pour peindre des oiseaux rares apportés d’Amérique à madame de Pompadour, qui continuèrent sous le ministère du comte d’Argenson, à Compiègne et à Fontainebleau. Si l’on donnait de grands éloges à son talent, on portait l’indifférence sur sa situation au point de ne pas toujours lui rembourser ses frais de voyage. Les personnes que ce ministre chargeait de ces ordres, n’ignoraient pas que Basseporte n’était comprise dans les états des appointements et des pensions de gens de lettres que pour 1 200 livres, et qu’elle était hors d’étal de supporter les frais de voyages d’autant plus dispendieux qu’ils étaient fort multipliés ; cependant on n’avait pas l’attention d’en prévenir le ministre, qui n’eût pas manqué d’en parler au roi. Basseporte n’en était pas moins zélée, on la demandait, elle partait sans murmurer. Louis XV la chargea d’enseigner aux princesses ses filles à peindre des fleurs ; et, pour jouir plus souvent du plaisir qu’il trouvait à sa conversation, il la dispensa de toute étiquette, voulant qu’elle réponde à ses questions, comme à celles qu’aurait pu lui faire un simple particulier.
La marquise de Pompadour, qui savait apprécier ses talents, et qui lui rendait justice, contribuait encore à multiplier ces voyages, répétés pendant treize ans. Basseporte était souvent obligée de travailler à l’ardeur du soleil, dans les jardins de Bellevue, pour saisir l’instant le plus favorable à certaines fleurs. Enfin pressée par des ouvriers pour des avances considérables en bordures très riches qu’elle avait commandées pour madame de Pompadour, épuisée de dettes et de fatigues, elle eut recours à la justice du comte de Saint-Florentin, alors ministre, qui lui fit accorder une gratification annuelle de 500 livres. Mais cette ressource n’était que pour l’avenir : elle exposa la nécessité de secours plus prochains. Le ministre en parla à madame de Pompadour qui porta les représentations de Basseporte au roi, et en attendant, elle la fit rembourser des avances qu’elle avait faites pour elle. En 1749, sa pension fut portée à 800 livres. En 1774, Basseporte fut un des premiers objets de la bienfaisance du jeune Louis XVI, qui se fit rendre compte de sa situation. Il en fut touché, et en considération de ses services pendant 47 ans, dont huit sans appointements, de ses travaux, de ses talents, et de l’estime qu’il faisait de sa personne.
Jean-Jacques Rousseau, juge éclairé dans cette matière, disait que « la nature donnait l’existence aux plantes, mais que mademoiselle Basseporte la leur conservait ». Mais tous ces avantages la flattaient encore moins que le plaisir de rendre service et d’être utile au mérite indigent, et de concourir au progrès des arts. Basseporte avait acquis un ascendant tel sur les personnages qui composaient sa société et qu’elle faisait servir à ses actes de bienfaisance, que nul d’entre eux ne pouvait y résister. Elle rendit des services à des hommes qui se distinguèrent par la suite dans les sciences et les arts, notamment au chimiste Rouelle, et à Larchevêque, sculpteur du roi de Suède. Cette société de Basseporte était composée d’artistes célèbres, de plusieurs membres de l’Académie des sciences, et de quelques gens du monde qui s’en rapprochaient par leurs goûts. Mais pendant qu’elle les recevait dans son petit salon, comme elle n’avait pas oublié le point d’où elle était partie et les secours qu’elle avait obtenus pour son avancement, elle les procurait à ceux qui arrivaient jusqu’à elle, elle se dirigeait leur attention et leur bienveillance sur quelques jeunes protégés.
Elle se chargeait elle-même de l’instruction des élèves dont la fortune était suffisante, ou pour lesquelles c’eût été la prodiguer que d’employer de grands moyens, leur enseignant le dessin, la peinture au pastel, et même la grammaire, l’orthographe et la géographie. Elle sera aussi l'enseignante de Marie Marguerite Bihéron. Lorsqu’elle mourut au Jardin du roi, le 6 septembre 1780, et fut regrettée. Un grand nombre de ses dessins se trouvent répandus dans les portefeuilles des amateurs ; mais ses plus grands travaux sont la continuation de la superbe collection de plantes peintes sur vélin, commencée pour Gaston, duc d’Orléans, frère de Louis XIII, maintenant déposée à la bibliothèque du Muséum d’histoire naturelle.